# لانغنفلد
لانغنفلد (راينلند) (بالألمانية: Langenfeld, Rhineland) هي بلدة ألمانية تقع في ألمانيا في متمان.  يقدر عدد سكانها بـ 59,056 نسمة .

## المدن التوأمة
مدن كوتن، Gostynin، مدينة باتانجاس و كريات بياليك هي مدن توأمة لـلانغنفلد (راينلند).

## أعلام
- شيلي تومسون
- كورا شوماخر
- كريستيان مينزل
- شتيفان بيرغر